# Ceroplesis aestuans
Ceroplesis aestuans là một loài bọ cánh cứng trong họ Cerambycidae.